# 왓 넥스트 코포럴 하그로브
《왓 넥스트 코포럴 하그로브》(What Next, Corporal Hargrove?)는 미국에서 제작된 리처드 소프 감독의 1945년 영화이다. 로버트 워커 등이 주연으로 출연하였다.

## 출연

### 주연
- 로버트 워커
- 키넌 윈

### 조연
- 장 포터
- 칠 윌스
- 휴고 하스
- 윌리엄 빌 필립스
- 프레드 에슬러
- 캐머런 미첼
- 아서 월쉬
- 폴 랭튼
- 짐 데이비스
- 월터 샌드
- 데오도르 뉴턴
- 로버트 켄트
- 맷 윌리스
- 리처드 베일리
- 에디 홀

## 기타
- 원조: 마리온 하그로브
- 미술: 세드릭 기븐스
- 미술: 레오니드 바시안